# Đầm lầy

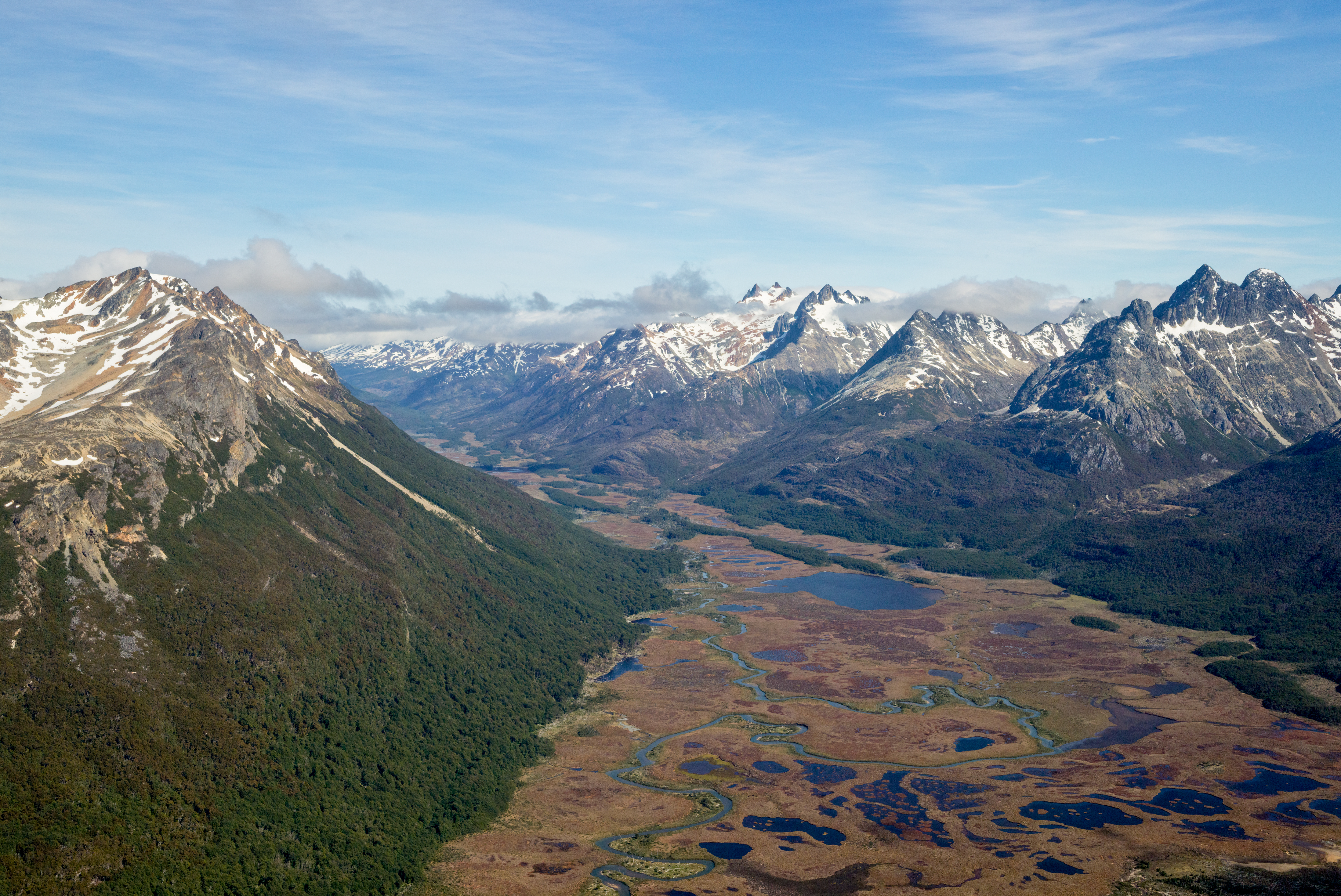
Nhiều loại đầm lầy trong thung lũng Carbajal, Argentina.

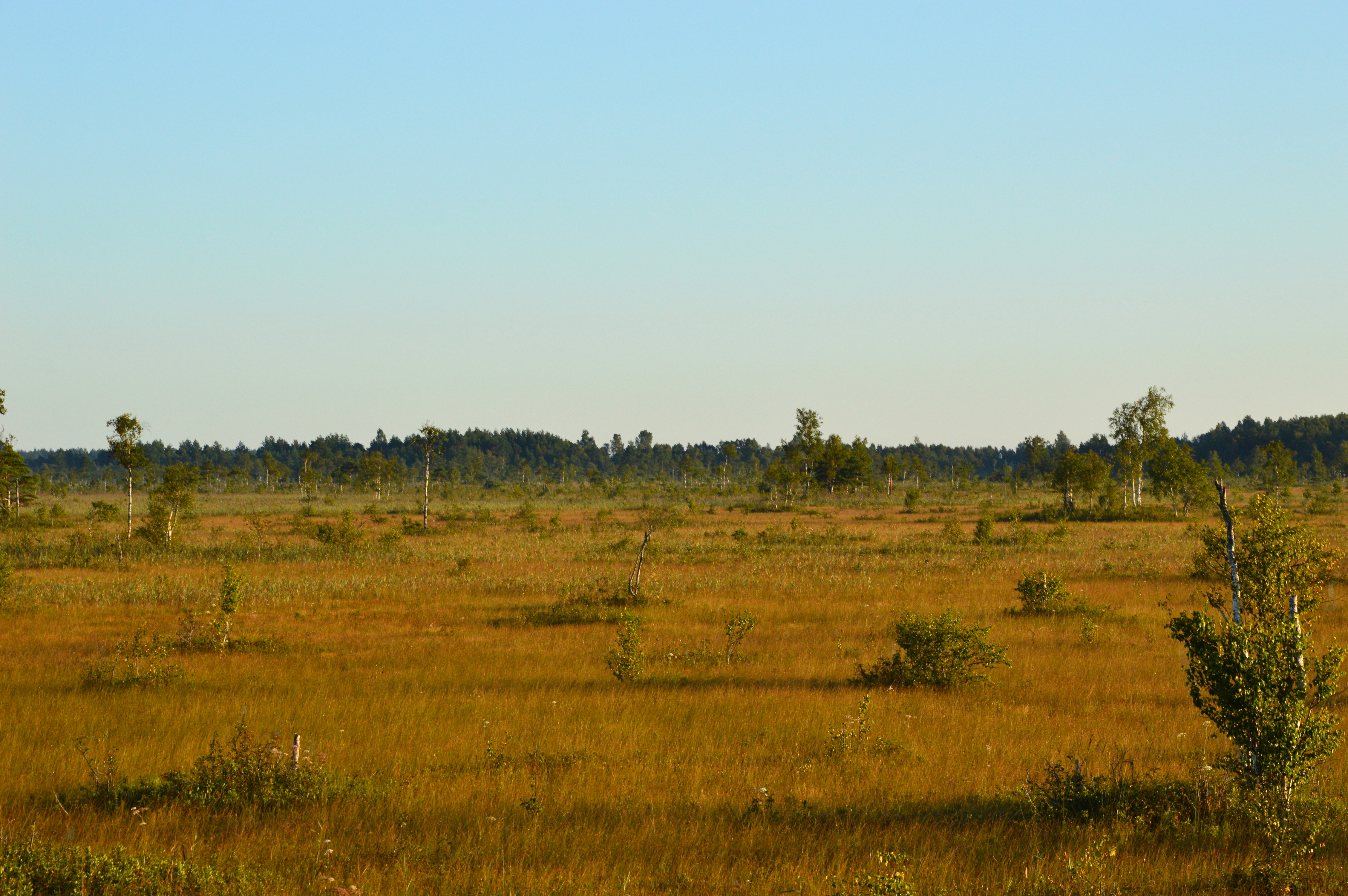
Đầm lầy kiềm Avaste, một trong những đầm lầy kiềm lớn nhất tại Estonia.

Đầm lầy là một kiểu đất ngập nước bị chi phối bởi các loại thực vật sống và tạo than bùn. Đầm lầy sinh ra là do sự phân hủy không hoàn toàn của vật chất hữu cơ, thường là lá rụng từ thảm thực vật, do tình trạng ngập đọng nước và không oxi sau đó. Tất cả các kiểu đầm lầy đều chia sẻ đặc trưng chung là bão hòa nước ít nhất là theo mùa với than bùn được hình thành tích cực, trong khi chúng lại có tập hợp thảm thực vật và sinh vật riêng của chính chúng. Giống như các rạn san hô, các đầm lầy là dạng địa mạo bất thường ở chỗ chúng phát sinh chủ yếu là từ các quá trình sinh học chứ không phải là từ các quá trình vật lý, và có thể nhận các hình dáng và kiểu mẫu bề mặt đặc trưng.
Đầm lầy rung là đầm lầy trôi nổi (rung) đang ở trạng thái chuyển tiếp thủy hay diễn thế chuyển tiếp thủy, dẫn tới việc bồi lấp lòng ao hồ phía dưới. Các kiểu vũ dưỡng của đầm lầy rung có thể được gọi là đầm lầy toan rung. Các kiểu khoáng dưỡng có thể gọi là đầm lầy kiềm rung.
Có 4 kiểu đầm lầy là đầm lầy toan, đầm lầy kiềm, đầm lầy cỏ và đầm lầy cây thân gỗ. Đầm lầy toan là đầm lầy mà do vị trí tương đối của nó so với cảnh quan bao quanh nên thu được phần lớn nước của nó từ giáng thủy (vũ dưỡng), trong khi đầm lầy kiềm nằm trên các sườn dốc, mặt phẳng hay vùng trũng và nhận phần lớn nước của nó từ đất hay nước ngầm (khoáng dưỡng). Vì thế, trong khi đầm lầy toan luôn luôn là chua (axit) và nghèo dinh dưỡng thì đầm lầy kiềm có thể là mặn (kiềm), trung hòa hay hơi chua và có thể là giàu dinh dưỡng hoặc nghèo dinh dưỡng. Các đầm lầy cỏ là vùng đất ngập nước mà trong đó thảm thực vật cắm rễ vào đất khoáng nhưng một số đầm lầy cỏ tạo thành các lớp trầm tích than bùn nông nên chúng cũng được coi là một kiểu đầm lầy. Các đầm lầy cây thân gỗ được đặc trưng bởi tán lá rừng của chúng, và giống như các đầm lầy kiềm, nói chung chúng có pH và nguồn cung cấp dinh dưỡng cao hơn so với đầm lầy toan. Một số đầm lầy toan và đầm lầy kiềm có thể hỗ trợ sự phát triển hữu hạn của các cây bụi và cây gỗ trên các gò, đống.
Sự hình thành đầm lầy hiện nay chủ yếu do các điều kiện khí hậu kiểm soát, như giáng thủy và nhiệt độ, mặc dù địa hình là một yếu tố chính, do sự ngập đọng nước diễn ra dễ dàng hơn trên các nền đất phẳng hơn. Tuy nhiên, ảnh hưởng nguồn gốc con người ngày càng gia tăng trong sự tích lũy than bùn và đất than bùn trên khắp thế giới.

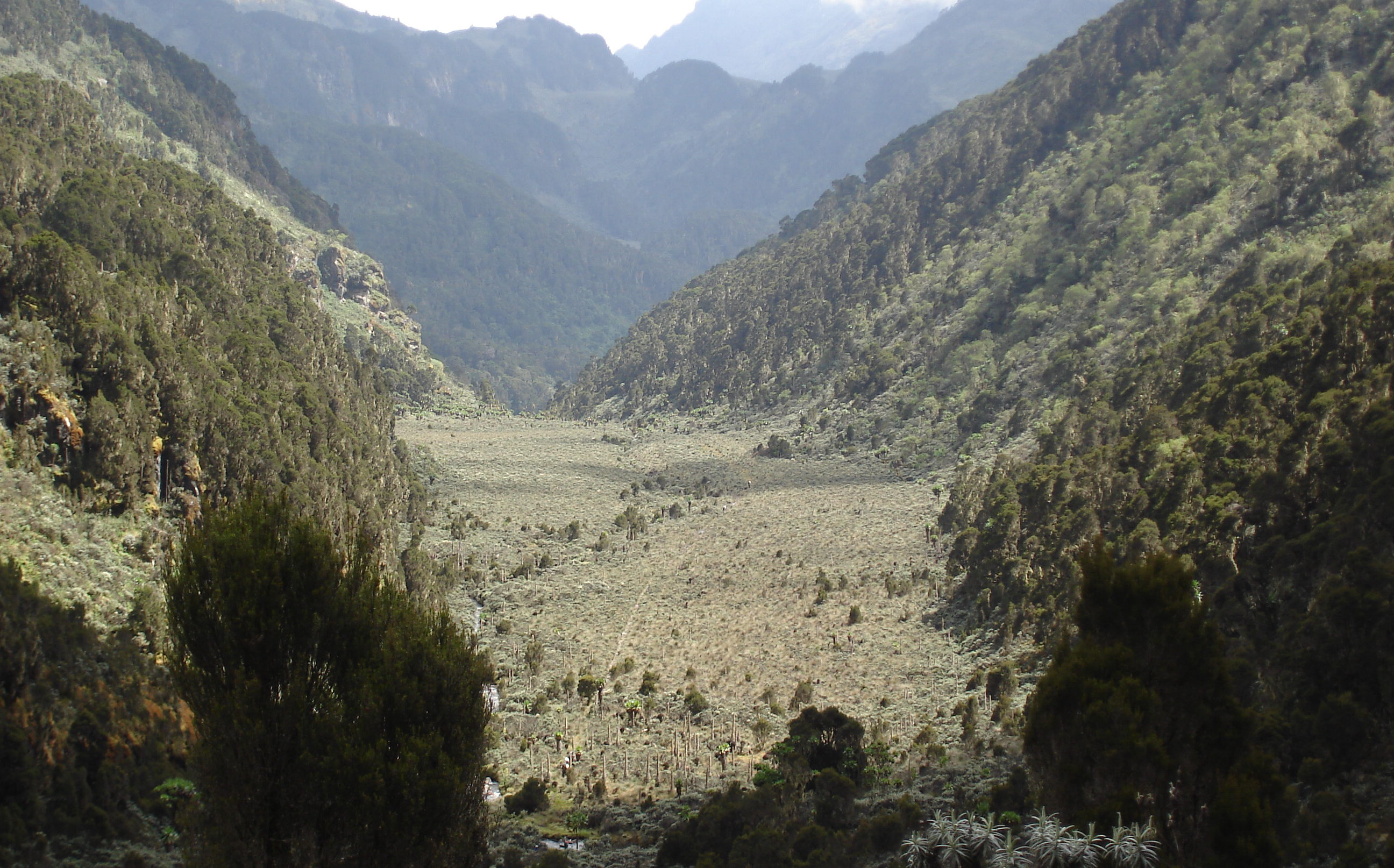
Đầm lầy thung lũng tạo ra bề mặt đất bằng phẳng tại nơi mà khácđi là có địa hình gồ ghề. Đầm lầy Thượng Bigo, dãy núi Rwenzori, Uganda.

Về mặt địa hình, các đầm lầy nâng bề mặt nền lên cao hơn so với địa hình nguyên thủy. Các đầm lầy có thể đạt chiều cao đáng kể phía trên lớp đất khoáng hay đá móng nằm dưới: chiều sâu của lớp than bùn hơn 10 m là phổ biến trong khu vực ôn đới (nhiều đầm lầy ôn đới và phần lớn đầm lầy hàn đới đã bị các sông băng lục địa bào mòn trong thời kỳ băng hà gần đây), và hơn 25 m trong khu vực nhiệt đới. Khi tốc độ phân rã tuyệt đối trong lớp chặt cứng (catotelm – lớp dưới bão hòa nước của đầm lầy) ngang bằng tốc độ than bùn mới nhập vào lớp chặt cứng thì đầm lầy sẽ ngừng phát triển chiều cao. Tính toán đơn giản hóa, sử dụng các giá trị điển hình cho đầm lầy rêu than bùn (Sphagnum) với than bùn mới thêm vào mỗi năm dày 1 mm và tỷ lệ phân rã lớp chặt cứng mỗi năm là 0,0001 thì chiều cao tối đa là 10 m. Các phân tích tân tiến hơn bao gồm các tốc độ phi tuyến tính có thể dự kiến cho sự phân rã lớp chặt cứng.
Đối với các nhà thực vật học và sinh thái học thì thuật ngữ "đất than bùn" là thuật ngữ tổng quát hơn để chỉ bất kỳ địa hình nào bị chi phối bởi than bùn với chiều sâu ít nhất là 30 cm (12 in), ngay cả khi nó đã được tiêu thoát nước hoàn toàn (nghĩa là đất than bùn có thể khô, nhưng một đầm lầy theo định nghĩa phải tích cực hình thành than bùn).

## Phân bố toàn cầu

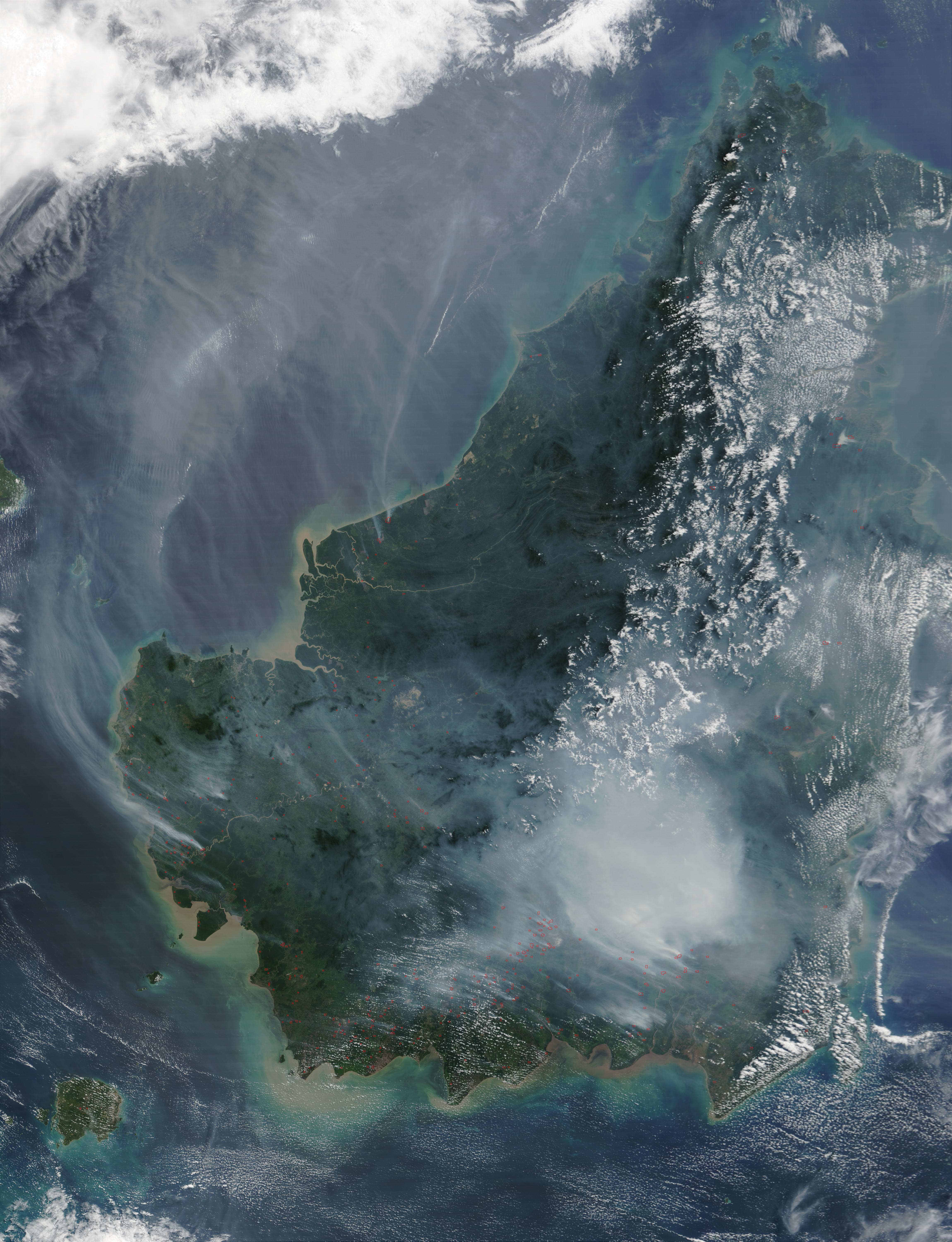
Hình ảnh vệ tinh của một đầm lầy than bùn đang cháy ở Borneo. Chỉ riêng năm 1997 khoảng 73.000 ha đầm lầy đã bị đốt cháy ở Borneo, giải phóng lượng carbon tương đương 13-40% phát thải carbon toàn cầu trung bình hàng năm từ nhiên liệu hóa thạch. Phần lớn lượng carbon này được giải phóng từ than bùn chứ không phải từ các rừng mưa nhiệt đới nằm trên nó.

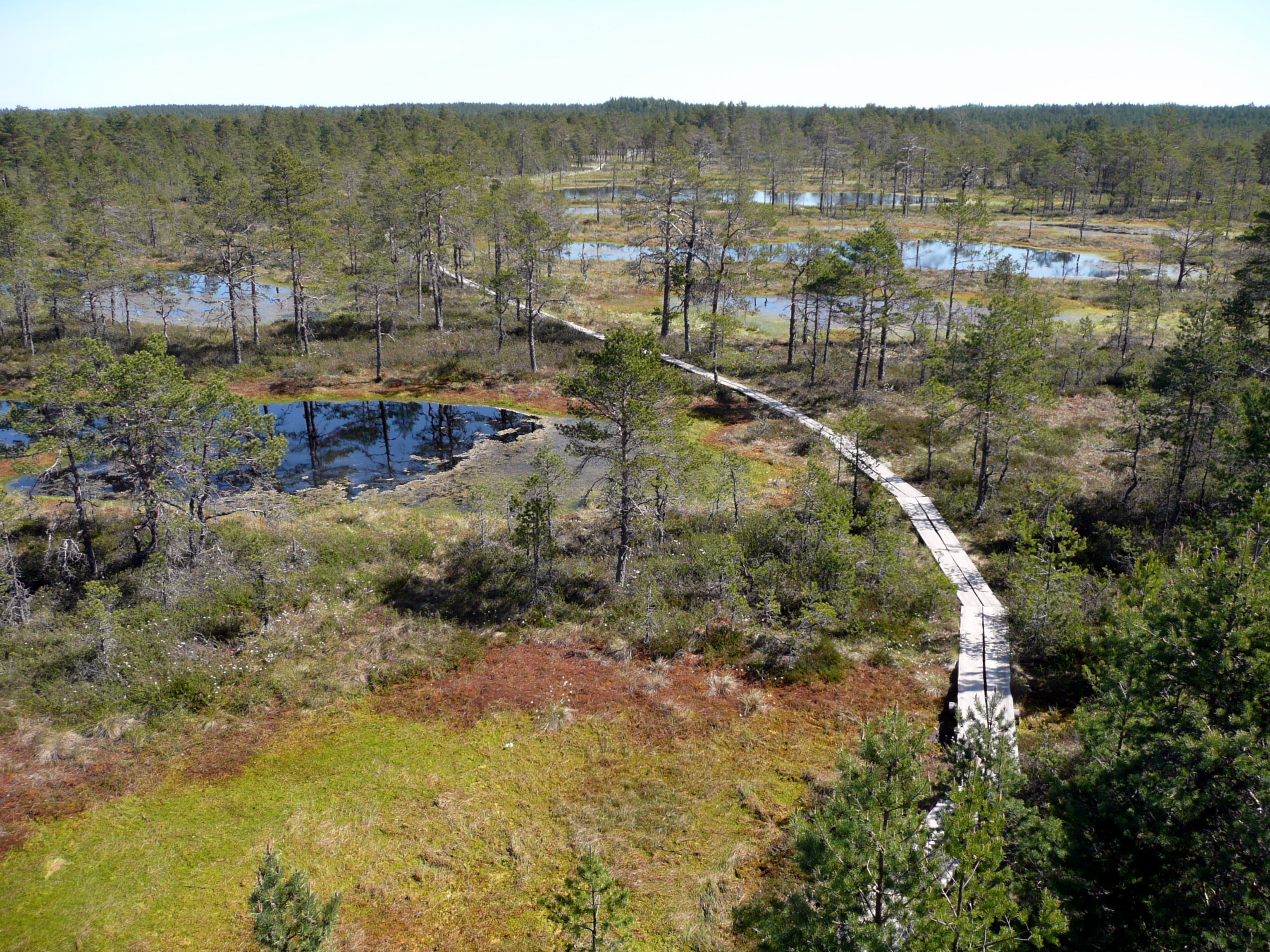
Đầm lầy Viru ở Vườn quốc gia Lahemaa, Estonia. 65% đầm lầy tại Estonia chịu ảnh hưởng hoặc tổn thất nặng nề do hoạt động của con người trong những năm gần đây.

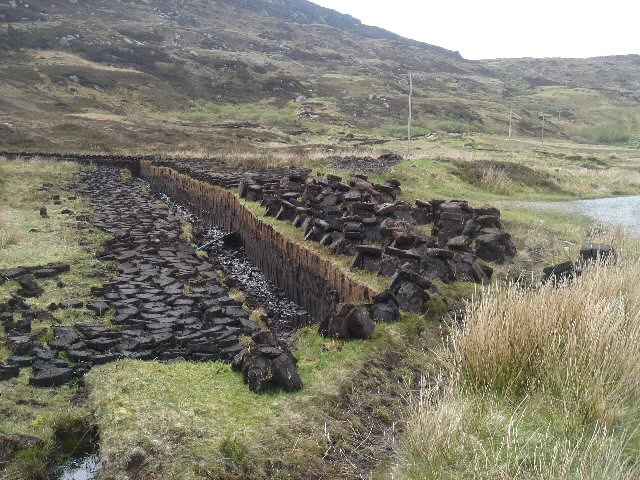
Khai thác than bùn từ một đầm lầy toan che phủ cổ tại South Uist, Scotland. Đầm lầy toan cổ này không còn hình thành than bùn nữa do thảm thực vật đã thay đổi và vì thế nó không còn được coi là đầm lầy nữa.

Đầm lầy được tìm thấy ở nhiều nơi trên thế giới, nhưng có lẽ ở quy mô lớn nhất là ở các vĩ độ cao tại Bắc bán cầu. Ước tính đất đai che phủ bởi các đầm lầy trên khắp thế giới gặp nhiều khó khăn do các khác biệt về phương pháp và độ chính xác trong đo đạc và lập bản đồ đất đai của nhiều quốc gia. Tuy nhiên, đầm lầy xuất hiện ở bất kỳ nơi nào mà các điều kiện là phù hợp cho hình thành và tích lũy than bùn: chủ yếu là khi vật chất hữu cơ tự nhiên bị ngập đọng nước thường xuyên. Vì thế, sự phân bố của đầm lầy phụ thuộc vào địa hình, khí hậu, vật liệu mẹ, khu sinh vật và thời gian. Các kiểu đầm lầy như đầm lầy toan, đầm lầy kiềm, đầm lầy cỏ và đầm lầy cây thân gỗ cũng phụ thuộc vào các yếu tố này.
Các tích tụ lớn nhất của đầm lầy, chiếm khoảng 64% đất than bùn toàn cầu, được tìm thấy trong khu vực ôn đới, hàn đới và cận bắc cực ở Bắc bán cầu. Trong khu vực vùng cực thì các đầm lầy thường nông, do tốc độ tích tụ vật chất hữu cơ chết là khá chậm và thường chứa băng giá vĩnh cửu. Một dải rất lớn của Canada, Bắc Âu và miền bắc Nga được các đầm lầy hàn đới che phủ. Trong khu vực ôn đới thì đầm lầy nói chung phân bố rải rác hơn do tiêu thoát nước lịch sử và khai thác than bùn, nhưng có thể cũng che phủ các khu vực rộng lớn. Một ví dụ là đầm lầy toan che phủ nơi lượng giáng thủy rất cao (như trong vùng nội lục có khí hậu hải dương gần bờ biển tại đông bắc và nam Thái Bình Dương, tây bắc và đông bắc Đại Tây Dương).
Tại khu vực cận nhiệt đới thì đầm lầy là hiếm thấy và chỉ hạn chế trong các khu vực ẩm ướt nhất.
Tại khu vực nhiệt đới thì đầm lầy lại là rộng khắp, thông thường là nằm dưới các rừng mưa nhiệt đới (chẳng hạn tại Kalimantan), mặc dù sự hình thành than bùn nhiệt đới cũng diễn ra trong các rừng ngập mặn ven biển cũng như trong các khu vực nằm ở cao độ lớn. Các đầm lầy nhiệt đới chủ yếu hình thành khi lượng giáng thủy cao kết hợp với điều kiện tiêu thoát nước kém. Các đầm lầy nhiệt đới chiếm khoảng 11% diện tích đất than bùn toàn cầu, trong đó trên một nửa nằm ở Đông Nam Á, và phần lớn được tìm thấy ở các cao độ nhỏ, mặc dù chúng cũng được tìm thấy trong các khu vực miền núi, chẳng hạn như tại Nam Mỹ, châu Phi và Papua New Guinea. Gần đây, đầm lầy nhiệt đới lớn nhất thế giới đã được tìm thấy tại miền trung bồn địa Congo, che phủ diện tích 145.500 km2 (56.200 dặm vuông Anh) và có thể chứa tới 30 tỷ tấn carbon.
Các đầm lầy đang suy giảm toàn cầu do tiêu thoát nước phục vụ nông nghiệp và lâm nghiệp cũng như do khai thác than bùn. Chẳng hạn, trên 50% diện tích đầm lầy nguyên thủy ở châu Âu, tức là trên 300.000 km², đã biến mất. Các mất mát lớn diễn ra tại Nga, Phần Lan, Hà Lan, Vương quốc Anh, Ba Lan và Belarus.

## Các quá trình sinh hóa
Các đầm lầy có tính chất hóa học bất thường, ảnh hưởng tới khu sinh vât và dòng nước thoát ra của chúng. Than bùn có dung lượng trao đổi cation rất cao do hàm lượng vật chất hữu cơ cao của nó: các cation như Ca²⁺ ưu ái hấp phụ vào than bùn để trao đổi với các ion H+. Nước chảy qua than bùn bị giảm bớt chất dinh dưỡng và pH. Vì thế đầm lầy nói chung là nghèo dinh dưỡng và nước có tính chua (axit), trừ khi dòng nước ngầm chảy vào (mang theo các cation kim loại bổ sung) là lớn.
Đầm lầy nói chung hình thành khi carbon đưa vào vượt trội so với carbon thoát ra. Điều này xảy ra là do tình trạng thiếu oxy của than bùn ngập đọng nước, và quá trình quang hợp mà nhờ đó than bùn phát triển. Do điều này, về tổng thể các đầm lầy là các kho lớn lưu giữ carbon, chứa khoảng 500 - 700 tỷ tấn carbon, mặc dù chỉ chiếm khoảng 3% diện tích đất đai bề mặt Trái Đất. carbon được lưu giữ trong các đầm lầy tương đương với trên 50% lượng carbon tìm thấy trong khí quyển. Các đầm lầy tương tác với khí quyển chủ yếu thông qua trao đổi carbon dioxide, methan và dinitơ monoxit. Sự cô lập carbon dioxide diễn ra tại bề mặt thông qua quá trình quang hợp, trong khi sự đánh mất carbon dioxide diễn ra thông qua các mô than bùn sống do hô hấp. Trong trạng thái tự nhiên, các đầm lầy là nhận chìm carbon dioxide khí quển thông qua quang hợp của thảm thực vật than bùn vượt trội so với giải phóng khí nhà kính này của chúng. Ngoài ra, phần lớn các đầm lầy nói chung là phát thải ròng khí methan và dinitơ monoxit.
Vị trí mức nước ngầm của đầm lầy ảnh hưởng tới sự giải phóng carbon vào khí quyển của nó. Khi mức nước ngầm dâng cao, chẳng hạn sau một trận mưa rào, than bùn và các vi sinh vật của nó bị nhận chìm trong nước và tiếp cận với oxy bị ngăn cản, làm giảm hô hấp cũng như giải phóng carbon dioxide. Giải phóng carbon dioxide tăng lên khi mức nước ngầm hạ xuống, như trong mùa khô hạn, do điều này cung cấp thêm oxy cho các vi sinh vật hiếu khí để phân hủy than bùn. Các mức nồng độ của methan cũng dao động theo vị trí của mức nước ngầm và ở một mức độ nhất định là theo nhiệt độ. Mức nước ngầm gần bề mặt than bùn tạo ra cơ hội cho các vi sinh vật kỵ khí phát triển thịnh vượng. Các sinh vật sinh methan chịu trách nhiệm sản xuất methan thông qua phân hủy than bùn sẽ tăng lên khi mức nước ngầm dâng cao và nồng độ oxy giảm xuống. Nhiệt độ gia tăng trong đất cũng góp phần vào sản sinh methan gia tăng theo mùa, mặc dù ở cường độ thấp hơn. Người ta phát hiện ra rằng methan có thể tăng tới 300% theo mùa dưới tác động của lượng giáng thủy tăng cao và nhiệt độ lòng đất tăng cao.
Các đầm lầy cũng là các bể chứa quan trọng về thông tin khí hậu trong quá khứ, do chúng là nhạy cảm với các thay đổi của môi trường và có thể tiết lộ các mức đồng vị, chất ô nhiễm, vĩ hóa thạch, kim loại từ khí quyển và phấn hoa. Chẳng hạn, định tuổi bằng carbon-14 có thể tiết lộ tuổi của than bùn. Nạo vét và phá hủy đầm lầy sẽ giải phóng carbon dioxide có thể tiết lộ thông tin không thể thay thế được về các điều kiện khí hậu trong quá khứ. Người ta biết rộng khắp rằng có vô số các vi sinh vật sinh sống trong đầm lầy do sự cung cấp nước đều đặn và sự dồi dào của thảm thực vật hình thành than bùn. Các vi sinh vật này bao gồm nhưng không chỉ hạn chế là sinh vật sinh methan, tảo, vi khuẩn, động vật sống đáy, trong đó các loài Sphagnum là phổ biến nhất. Than bùn trong các đầm lầy chứa một lượng đáng kể vật chất hữu cơ, trong đó các axit humic là chi phối. Các vật liệu mùn có khả năng lưu giữ một lượng nước rất lớn, làm cho chúng trở thành thành phần thiết yếu trong môi trường than bùn, góp phần vào lượng carbon lưu giữ gia tăng do điều kiện kỵ khí sinh ra. Nếu đất than bùn bị làm khô do gieo trồng và sử dụng nông nghiệp khác trong một thời gian dài, nó sẽ hạ thấp mức nước ngầm và làm tăng sự thông khí, dẫn tới sự giải phóng carbon sau đó. Trong điều kiện làm khô tột độ thì hệ sinh thái này có thể trải qua dịch chuyển trạng thái, chuyển đầm lầy thành đất cằn cỗi với sự đa dạng sinh học và độ màu mỡ thấp hơn. Sự hình thành của axit humic xuất hiện trong phân rã sinh địa hóa học của các mảnh vụn thực vật, phần sót lại của động vật và các đoạn đã phân rã. Các tiếp nạp vật chất hữu cơ dưới dạng axit humic là nguồn của các tiền chất hình thành than. Sự tieps xúc quá sớm của vật chất hữu cơ trong than bùn với khí quyển sẽ làm tăng sự chuyển hóa các chất hữu cơ thành carbon dioxide để giải phóng vào khí quyển.

## Sử dụng nguồn gốc con người
Các đầm lầy được con người sử dụng trong một loạt các mục đích, phổ biến nhất là trong nông nghiệp và lâm nghiệp, chiếm khoảng một phần tư diện tích đất than bùn toàn cầu. Điều này bao gồm xẻ các hào rãnh tiêu thoát nước để hạ thấp mức nước ngầm với mục đích gia tăng sản lượng thu hoạch từ rừng hoặc sử dụng làm bãi chăn thả hay làm đất trồng trọt. Các sử dụng nông nghiệp đối với các đầm lầy bao gồm sử dụng thảm cỏ tự nhiên để thu hoạch cỏ khô hay chăn thả gia súc hoặc gieo trồng cây cối trên các bề mặt đã biến đổi. Bên cạnh đó, khai thác thương mại than bùn từ các đầm lầy để sản xuất năng lượng là thực tiễn phổ biến rộng ở các quốc gia miền bắc châu Âu, như tại Nga, Thụy Điển, Phần Lan và các nước vùng Baltic.
Sự dọn sạch các đầm lầy nhiệt đới để phục vụ cho nhu cầu sử dụng của con người là vấn đề gây áp lực ngày càng gia tăng tại Đông Nam Á, nơi các cơ hội sản xuất dầu cọ và gỗ để xuất khẩu đang dẫn dắt các nước đang phát triển trong khu vực này tận lực khai khẩn các đầm lầy để phục vụ cho các mục tiêu kinh tế nói trên. Đất than bùn nhiệt đới chiếm khoảng 0,25% diện tích đất đai bề mặt Trái Đất nhưng lưu giữ tới 3% tổng nguồn dự trữ carbon trong đất và rừng, nhưng chủ yếu nằm tại các quốc gia thu nhập thấp. Sự khai thác tận lực các hệ sinh thái này, như tiêu thoát nước và khai thác rừng than bùn nhiệt đới, tiếp tục dẫn tới sự phát thải một lượng lớn carbon dioxide vào khí quyển. Ngoài ra, cháy xảy ra trên các vùng đất than bùn bị làm khô bởi tiêu thoát nước của các đầm lầy than bùn cũng giải phóng thêm carbon dioxide. Giá trị kinh tế của đất than bùn nhiệt đới từng được tính toán dựa trên giá trị của các nguyên liệu thô, như gỗ, củi, vỏ cây, nhựa cây và nhựa mủ mà sự thu hoạch chúng từ hệ sinh thái tự nhiên gần như không góp phần đáng kể vào phát thải lớn carbon. Ngày nay, nhiều hệ sinh thái trong số này đã bị biến đổi. Chúng được tiêu thoát nước để chuyển đổi thành các đồn điền trồng cọ dầu, giải phóng carbon dioxide đã lưu giữ và ngăn chặn các hệ thống này cô lập carbon dioxide từ khí quyển. Dự án carbon than bùn (Carbopeat Project) Lưu trữ ngày 24 tháng 10 năm 2018 tại Wayback Machine là cố gắng để gắn giá trị kinh tế với sự cô lập carbon của các đầm lầy than bùn để ngăn chặn và chấm dứt sự khai thác tận lực các hệ sinh thái này.
Bên cạnh đó, các hồ sơ về hành vi của con người và môi trường trong quá khứ cũng có thể được chứa trong các đầm lầy. Chúng có thể ở dạng các đồ vật do con người tạo tác hay các hồ sơ cổ sinh thái học hoặc địa hóa học.

## Đầm lầy nhiệt đới
Sự phân bố toàn cầu của các đầm lầy nhiệt đới chủ yếu tập trung tại Đông Nam Á, nơi sử dụng nông nghiệp đối với đất than bùn đã phát triển trong vài thập niên gần đây. Nhiều khu vực đất than bùn nhiệt đới rộng lớn đã được dọn quang và tiêu thoát nước để trồng cây nông nghiệp và công nghiệp, như các đồn điền cọ dầu. Tiêu thoát nước quy mô lớn của các đồn điền này thường dẫn tới sự sụt lún, ngập lụt, cháy và làm xấu chất lượng đất. Mặt khác, xâm chiếm quy mô nhỏ lại gắn với nghèo đói và cũng là thực tiễn phổ biến rộng nên cũng có tác động tiêu cực tới các vùng đất than bùn. Các yếu tố sinh học và phi sinh học kiểm soát đất than bùn Đông Nam Á là hoàn toàn phụ thuộc lẫn nhau. Các tính chất thổ nhưỡng, thủy văn và hình thái học được tạo ra bởi thảm thực vật hiện tại thông qua tích lũy vật chất hữu cơ của chính nó, nơi nó được tạo ra như là môi trường phù hợp cho thảm thực vật cụ thể này. Vì thế, hệ sinh thái này dễ bị tổn thương do các thay đổi về thủy văn hay thảm thực vật che phủ. Ngoài ra, các vùng đất than bùn này chủ yếu nằm tại các khu vực đang phát triển với thu nhập thấp nhưng có tỷ lệ tăng dân số cao. Đất than bùn vì thế trở thành mục tiêu của đốn hạ gỗ, sản xuất bột giấy thương mại và chuyển đổi thành các đồn điền trồng cây công nghiệp thông qua chặt phá, dọn quang, tiêu thoát nước và đốt rừng. Tiêu thoát nước đối với các vùng đất than bùn nhiệt đới làm thay đổi chế độ thủy văn và gia tăng độ nhạy cảm của chúng đối với cháy và xói mòn đất, như là hậu quả của các thay đổi về thành phần vật lý và hóa học. Sự thay đổi trong đất ảnh hưởng mạnh tới thảm thực vật nhạy cảm và rừng biến mất là phổ biến. Tác động ngắn hạn là giảm sự đa dạng sinh học nhưng do sự xâm chiếm là khó đảo ngược nên tác động dài hạn là mất đi môi trường sống. Thiếu kiến thức về đất than bùn nhạy cảm thủy văn và nghèo dinh dưỡng thường dẫn tới thất bại của các đồn điền và áp lực lại gia tăng đối với phần đất than bùn còn lại.
Lâm nghiệp bền vững trong các vùng đất than bùn này là có thể với sự đốn hạ các cây gỗ lớn để các cây gỗ nhỏ phát triển, nhưng thay vì thế thì chiến lược chủ đạo trong khu vực lại là dọn sạch, đốt, tiêu thoát nước để làm đồn điền độc canh các loài thực vật không bản địa.
Đất than bùn phương bắc chủ yếu tích tụ trong thế Holocen sau sự thoái lui của các sông băng trong thế Pleistocen, nhưng đất than bùn nhiệt đới thì thường là cổ hơn. Đất ngập nước Nakaikemi ở tây nam Honshu, Nhật Bản có độ tuổi là trên 50.000 năm và có chiều sâu 45 m. Đất than bùn Philippi ở Hy Lạp có lẽ là có lớp than bùn dày nhất, với chiều sâu tới 190 m. Các vùng đất than bùn nhiệt đới được cho là chứa khoảng 100 tỷ tấn carbon và tương ứng với trên 50% carbon dưới dạng CO2 trong khí quyển. Tốc độ tích lũy carbon trong thiên niên kỷ gần đây là khoảng 40 g C/m²/năm.

### Khí nhà kính và cháy
Đất than bùn nhiệt đới ở Đông Nam Á chỉ chiếm 0,2% diện tích đất đai của Trái Đất nhưng phát thải CO2 được ước tính là tới 2 tỷ tấn mỗi năm, tương đương 7% phát thải nhiên liệu hóa thạch toàn cầu. Các phát thải này ngày càng lớn hơn với tiêu thoát nước và đốt cháy đất than bùn, với đám cháy lớn có thể giải phóng tới 4.000 tấn CO2/ha. Các sự kiện đốt cháy trong đất than bùn nhiệt đới ngày càng thường xuyên hơn do tiêu thoát nước và dọn dẹp đất quy mô lớn. Trong khoảng thời gian 10 năm qua, chỉ riêng tại Đông Nam Á trên 2 triệu ha đã bị đốt và dọn sạch. Các đám cháy này thường kéo dài 1–3 tháng và giải phóng một lượng lớn CO2. Indonesia là một trong số các quốc gia chịu các thảm họa đốt cháy đất than bùn, đặc biệt là trong những năm khô hạn liên quan tới ENSO, một vấn đề ngày càng tăng kể từ năm 1982 như là kết quả của phát triển sử dụng đất và nông nghiệp. Trong sự kiện El Niño giai đoạn 1997-1998 trên 24.400 km² đất than bùn đã mất đi do cháy chỉ riêng tại Indonesia, trong đó 10.000 km² đã bị cháy tại Kalimantan và Sumatra. Lượng CO2 giải phóng ước tính đạt 0,81–2,57 tỷ tấn, tương đương 13–40% tổng lượng CO2 giải phóng toàn cầu từ việc đốt nhiên liệu hóa thạch. Indonesia hiện nay được coi là đứng thứ ba thế giới về phát thải CO2 toàn cầu, chủ yếu do các vụ cháy như thế này gây ra. Với khí hậu đang nóng lên thì những vụ cháy như thế này dự kiến là sẽ tăng kể cả về số lượng và cường độ. Điều này là kết quả của khí hậu khô cùng với một dự án trồng cấy lúa rộng khắp, gọi là The Mega Rice Project (Dự án Triệu hecta Lúa) ở Kalimantan, khởi đầu trong thập niên 1990 khi 1 triệu hecta đất than bùn được chuyển đổi thành các ruộng lúa. Rừng và đất than bùn đãbị dọn sạch bằng cách đốt và 4.000 km kênh mương tiêu thoát nước trong khu vực. Khô hạn và chua hóa đất đai đã làm cho mùa vụ thất thu và dự án này đã bị từ bỏ vào năm 1999. Các dự án tương tự tại Trung Quốc đã dẫn tới mất mát đầm lầy cỏ và đầm lầy kiềm nhiệt đới nặng nề vì sản xuất lúa gạo. Tiêu thoát nước, ngoài gia tăng rủi ro cháy, còn có thể gây ra phát thải CO2 bổ sung khoảng 30–100 tấn/ha/năm nếu như mức nước ngầm bị hạ thấp chỉ 1 m. Tiêu thoát nước đất than bùn có lẽ là đe dọa quan trọng nhất và kéo dài nhất đối với đất than bùn trên toàn tế giới, nhưng đặc biệt là trong khu vực nhiệt đới. Đất than bùn cũng giải phóng khí nhà kính là methan có tiềm năng mạnh trong gây ra ấm lên toàn cầu, nhưng đất ngập nước cận nhiệt đới có liên kết CO2 cao trên mỗi mol methan được giải phóng, và đó là chức năng chống lại ấm lên toàn cầu.

### Sinh học và đặc trưng than bùn
Thảm thực vật của đất than bùn nhiệt đới biến đổi theo khí hậu và vị trí. Ba đặc trưng khác nhau là:
- Rừng đầm lầy ngập mặn: Xuất hiện trong khu vực duyên hải và vùng đồng bằng châu thổ nước mặn.
- Rừng đầm lầy: Loại rừng này xuất hiện trên rìa vùng đất than bùn trong nội lục. Quần thực vật chứa nhiều loài cọ, dừa với những cây có thể cao tới 70 m và chu vi tới 8 m, đi kèm các loài dương xỉ và thực vật biểu sinh.
- Padang: Kiểu rừng ở Malaysia và Indonesia, bao gồm các loại cây bụi và cây gỗ ca nhưng thân mảnh dẻ mọc tại trung tâm của vùng đất than bùn lớn.[6]

Sự đa dạng các loài thân gỗ, như cây gỗ và cây bụi, trong đất than bùn nhiệt đới là lớn hơn so với trong đất than bùn khu vực khác. Vì thế than bùn tại vùng nhiệt đới chủ yếu là từ vật liệu dạng gỗ từ thân cây gỗ và cây bụi và chứa ít hoặc hoàn toàn không có rêu than bùn như trong đất than bùn hàn đới. Nó chỉ phân hủy một phần và bề mặt bao gồm một lớp dày lá rụng. Lâm nghiệp trên đất than bùn dẫn tới tiêu thoát nước và các mất mát carbon nhanh chóng do nó làm giảm vật liệu hữu cơ đầu vào và tăng tốc độ phân hủy. Trái với đất ngập nước ôn đới, đất than bùn nhiệt đới là quê hương của một vài loài cá. Nhiều loài mới, thường là đặc hữu, đã được phát hiện trong thời gian gần đây nhưng phần nhiều trong số chúng được coi là sắp nguy cấp hay nguy cấp.

## Ảnh hưởng lên khí hậu toàn cầu
Đất ngập nước cung cấp một môi trường nơi carbon hữu cơ được lưu giữ trong thực vật sống, thực vật chết và than bùn, cũng như được chuyển đổi thành carbon dioxide và methan. Ba yếu tố chính làm cho đất ngập nước có khả năng cô lập và lưu giữ carbon là năng suất sinh học cao, mức nước ngầm cao và tốc độ phân hủy chậm. Các điều kiện khí tượng và thủy văn thích hợp là cần thiết để cung cấp nguồn nước dồi dào cho đất ngập nước. Đất trong đất ngập nước bão hòa nước cho phép các điều kiện kỵ khí biểu lộ, lưu giữ carbon và giải phóng methan.
Đất ngập nước chiếm khoảng 5-8% diện tích đất đai bề mặt Trái Đất nhưng chứa khoảng 20-30% trong tổng số 2.500 tỷ tấn carbon lưu giữ trong đất của hành tinh này. Các đầm lầy (như đầm lầy toan, đầm lầy kiềm và đầm lầy cỏ) là các kiểu đất ngập nước chứa lượng lớn nhất carbon hữu cơ trong đất, và vì thế được coi là đất than bùn (với lớp than bùn > 30 cm). Đất ngập nước có thể trở thành nguồn cung cấp carbon, chứ không chỉ đơn thuần là kho lưu giữ carbon, do phân hủy xảy ra trong hệ sinh thái này phát thải methan. Đất than bùn tự nhiên không phải luôn luôn có hiệu ứng làm mát có thể đo đạc được đối với khí hậu trong ngắn hạn do hiệu ứng làm mát của cô lập carbon bị khấu trừ với phát thải methan, là một khí nhà kính mạnh. Tuy nhiên, do "vòng đời" ngắn của methan (12 năm), nên thông thường người ta cho rằng phát thải methan là không quan trọng trong phạm vi 300 năm khi so sánh với cô lập carbon trong các vùng đất ngập nước. Trong phạm vi khoảng thời gian này hoặc ít hơn, phần lớn đất ngập nước trở thành cả lưu giữ carbon ròng lẫn lưu giữ bức xạ ròng. Vì thế, đất than bùn có tác động làm mát khí hậu Trái Đất trong chu kỳ thời gian dài do methan bị oxy hóa nhanh chóng và bị loại bỏ khỏi khí quyển trong khi carbon dioxide khí quyển vẫn tiếp tục được hấp thụ. Trong suốt thế Holocen (12.000 năm qua), đất than bùn là kho lưu giữ carbon trên cạn bền bỉ và có hiệu ứng làm mát ròng, cô lập 5,6 tới 38 gam carbon trên mỗi mét vuông mỗi năm. Hiện nay người ta ước tính rằng đất than bùn phương bắc, tính trung bình, cô lập 20-30 gam carbon trên mỗi mét vuông mỗi năm.
Đất than bùn tại vùng hàn đới còn cách nhiệt băng giá vĩnh cửu, vì thế làm chậm quá trình tan băng tuyết trong mùa hè, cũng như gây ra sự hình thành băng giá vĩnh cửu. Do khí hậu toàn cầu tiếp tục ấm lên nên các vùng đất ngập nước có thể trở thành nguồn carbon chính, do nhiệt độ tăng cao gây ra phát thải carbon dioxide cao hơn.
So sánh với đất trồng trọt bỏ hoang, đất ngập nước có thể cô lập carbon lớn hơn khoảng 2 lần, còn các vùng đất ngập nước có cây có thể cô lập và lưu giữ carbon từ 2 đến 15 lần so với những gì chúng giải phóng. Cô lập carbon có thể diễn ra trong vùng đất ngập nước nhân tạo, cũng giống như trong các vùng đất ngập nước tự nhiên. Các ước tính thông lượng khí nhà kính từ đất ngập nước chỉ ra rằng đất ngập nước tự nhiên có các thông lượng thấp hơn, nhưng đất ngập nước nhân tạo lại có dung lượng cô lập carbon cao hơn. Khả năng cô lập carbon của đất ngập nước có thể được cải thiện thông qua các chiến lược hồi phục và bảo vệ, nhưng phải mất vài thập kỷ để các hệ sinh thái hồi phục này có thể so sánh được về khả năng lưu trữ carbon với đất than bùn và các dạng tự nhiên khác của đất ngập nước.

### Tác động của tiêu thoát nước để sử dụng nông và lâm nghiệp
Do tầm quan trọng của chúng trong trao đổi carbon đất-khí quyển toàn cầu, sự chuyển động của carbon giữa các đầm lầy và khí quyển là vấn đề quan trọng hiện nay trong sinh thái học và trong các nghiên cứu sinh địa hóa học. Tiêu thoát nước đất than bùn để phục vụ nông nghiệp và lâm nghiệp đã dẫn tới phát xạ rộng khắp các khí nhà kính vào khí quyển, chủ yếu là carbon dioxide và methan. Bằng việc cho oxy tiến vào cột than bùn trong đầm lầy, tiêu thoát nước phá vỡ cân bằng giữa tích lũy và phân hủy than bùn, và sự phân rã oxy hóa sau đó dẫn tới giải phóng carbon vào khí quyển. Như thế, tiêu thoát nước đầm lầy để canh tác nông nghiệp đã chuyển các đầm lầy từ kho lưu giữ carbon ròng thành nguồn phát thải carbon ròng. Tuy nhiên, phát thải methan từ đầm lầy được ghi nhận là giảm xuống sau khi tiêu thoát nước.
Khi được thực thi theo cách thức để bảo tồn trạng thái thủy văn của đầm lầy, thì sử dụng nguồn gốc con người đối với các tài nguyên đầm lầy có thể tránh được các phát thải khí nhà kính đáng kể. Tuy nhiên, tiêu thoát nước tiếp tục sẽ dẫn tới sự giải phóng tăng lên của carbon, góp phần vào ấm lên toàn cầu. Thời điểm năm 2016, người ta ước tính rằng đất than bùn đã tiêu thoát nước chiếm khoảng 10% toàn bộ phát thải khí nhà kính từ nông nghiệp và lâm nghiệp.

### Cháy
Tiêu thoát nước hoặc làm khô đầm lầy do các yếu tố khí hậu cũng có thể gia tăng rủi ro cháy, làm tăng thêm nguy cơ giải phóng carbon và methan vào khí quyển. Do độ ẩm cao tự nhiên của chúng nên các đầm lầy ban sơ nói chung có rủi ro bắt lửa thấp. Làm khô trạng thái ngập đọng nước này nghĩa là thảm thực vật giàu carbon trở nên dễ bắt cháy hơn. Ngoài ra, bản chất nghèo oxy của thảm thực vật làm cho các đám cháy than bùn cháy âm ỉ phía dưới bề mặt, gây ra sự cháy không hoàn toàn của vật chất hữu cơ và dẫn tới các sự kiện phát thải tột bậc.
Trong những năm gần dây, sự xuất hiện của các đám cháy trên đất than bùn đã tăng đáng kể trên toàn thế giới, nhưng đặc biệt cao tại khu vực nhiệt đới. Điều này có thể là hậu quả của thời tiết khô hơn và các thay đổi trong sử dụng đất, bao gồm cả tiêu thoát nước từ các đầm lầy. Sự mất mát sinh khối hậu quả này đã dẫn tới các phát thải đáng kể của các khí nhà kính ở cả đất than bùn nhiệt đới lẫn đất than bùn ôn đới / hàn đới. Các sự kiện cháy được dự đoán là sẽ trở thành thường xuyên hơn với khí hậu toàn cầu đang ấm lên và khô hơn.

### Đồn điền cọ dầu
Cọ dầu ngày càng gia tăng vai trò để trở thành một trong những cây trồng lớn nhất thế giới, đã mở rộng diện tích gieo trồng trong những năm qua. So sánh với các nguồn thay thế khác, cọ dầu được coi là nằm trong số các nguồn hiệu quả nhất của dầu thực vật và nhiên liệu sinh học, chỉ cần 0,26 hecta đất để sản xuất ra 1 tấn dầu. Vì thế, cọ dầu đã trở thành cây công nghiệp phổ biến tại nhiều quốc gia thu nhập thấp, tạo ra các cơ hội kinh tế cho các cộng đồng dân cư. Với dầu cọ là mặt hàng xuất khẩu hàng đầu tại các quốc gia như Indonesia và Malaysia, nhiều người dân đã tìm thấy thành công kinh tế trong các đồn điền cọ dầu. Tuy nhiên, đất đai để làm các đồn điền như vậy thông thường lại là các kho dự trữ carbon đáng kể để thúc đẩy các hệ sinh thái đa dạng sinh học.
Các đồn điền cọ dầu đã thay thế phần lớn các vùng đất than bùn có rừng che phủ tại Đông Nam Á. Theo dòng lịch sử, các khu vực này từng được coi là vùng đất chết, nhưng các ước tính gần đây cho thấy khoảng 12,9 triệu hecta, hay khoảng 47% đất than bùn ở Đông Nam Á, đã bị phá rừng vào năm 2006. Trong trạng thái tự nhiên của chúng, đất than bùn bị ngập đọng nước, với mức nước ngầm cao, làm cho chúng trở thành loại đất không hiệu quả. Để tạo ra loại đất thích hợp cho đồn điền, các đầm lầy tại khu vực nhiệt đới ở Indonesia và Malaysia đã được dọn sạch và tiêu thoát nước.
Các rừng đất than bùn được chuyển đổi để trồng và sản xuất dầu cọ chính là các kho lưu trữ carbon trên và dưới mặt đất, chứa ít nhất 42 tỷ tấn carbon trong đất. Sự khai thác tận lực đất đai này đã dấy lên nhiều lo ngại về môi trường, đó là phát thải khí nhà kính, rủi ro cháy và giảm đa dạng sinh học. Phát thải khí nhà kính từ cọ dầu trồng trên đất than bùn được ước tính là tương đương từ 12,4 (tốt nhất) đến 76,6 tấn CO2/ha (xấu nhất).
Trong trạng thái tự nhiên của chúng, các vùng đất than bùn có khả năng chống cháy. Tiêu thoát nước đối với đất than bùn để trồng cọ dầu tạo ra một lớp than bùn khô rất dễ cháy. Do than bùn chứa nhiều carbon nên cháy xảy ra trên đất than ẩm ướt giải phóng một lượng rất lớn cả carbon dioxide lẫn khói độc vào không khí. Vì thế, các đám cháy này không chỉ tăng thêm phát thải khí nhà kính mà còn gây ra hàng nghìn ca tử vong mỗi năm.
Sự suy giảm đa dạng sinh học do tàn phá rừng và tiêu thoát nước đã tạo ra một hệ sinh thái dễ tổn thương. Các hệ sinh thái đồng nhất chịu rủi ro tăng cao trước các điều kiện khí hậu cực đoan và rất ít khả năng phục hồi từ các vụ cháy.

## Quản lý và phục hồi
Các dự án phục hồi thực hiện tại Bắc Mỹ và châu Âu thường tập trung vào việc tái ẩm hóa đất than bùn và tái sinh thảm thực vật bằng các loài bản địa. Điều này có tác dụng giảm bớt giải phóng carbon trong ngắn hạn, trước khi sự phát triển của thảm thực vật mới cung cấp đủ nguồn lá rụng để hỗ trợ các quá trình hình thành than bùn dài hạn.
Công ước Liên hiệp quốc về Đa dạng sinh học nhằm mục tiêu coi đất than bùn như là hệ sinh thái quan trọng cần được bảo tồn và bảo vệ. Công ước yêu cầu chính quyền các cấp có kế hoạch hành động để bảo tồn và quản lý môi trường đất ngập nước. Đất ngập nước cũng được bảo vệ theo Công ước Ramsar 1971.